# Charles Benoît Roux
Charles Benoît Roux, né à Lyon le 7 décembre 1739, mort guillotiné le 5 avril 1794, fut évêque constitutionnel du diocèse des Bouches-du-Rhône, siégeant à Aix-en-Provence.

## Biographie
Bachelier de Sorbonne, prieur de Saint Côme au diocèse de Lyon. Il était curé d'Eyragues au moment de la Révolution.
L’archevêque d’Aix-en-Provence Raimond de Boisgelin ayant refusé de prêter serment à la Constitution civile du clergé, l’assemblée électorale du département fut réunie le 20 février 1791, dans l’église Saint-Sauveur d’Aix-en-Provence, pour élire un évêque pour le nouveau diocèse  des Bouches du Rhône qui était le "siège métropolitain des Côtes de la Méditerranée".
Le curé d’Eyragues, Charles Benoît Roux fut élu par 365 voix sur 510 votants. Ce choix ne fut pas si mauvais qu’il aurait pu l’être. Il s’agissait « d’un bon vieux radoteur, curé de village provençal, à l’esprit aussi boiteux que son corps, néanmoins peu méchant. ». Il fut sacré à Paris le 3 avril 1791 par trois évêques assermentés comme lui puis se rendit à Marseille où il célébra le 15 mai 1791 une messe à la Major. 
Il fut envoyé auprès de deux religieux Minimes, Nuyrate et Taxy, qui avaient été arrêtés. Le maire Mourraille leur demandait de prêter le serment civique, ce qu’ils refusaient. L’évêque essaya en vain de les persuader de céder aux circonstances afin de sauver leur vie. Il implora également en vain la clémence. Le 23 juillet 1792 les deux prêtres seront massacrés et pendus.
Benoît Roux fut arrêté en octobre 1793 pour avoir autorisé au mois d’août précédent, une procession pour implorer la clémence du ciel contre l’invasion des troupes conventionnelles commandées par le général Carteaux. Pendant sa détention, il s’était rétracté et, grâce à la complicité d’un serrurier nommé Laurent Gras, il aurait rencontré l’abbé Reimonet, un prêtre réfractaire, qui lui aurait donné l’absolution. Il fut guillotiné le 5 avril 1794.